# Gerberbalk

Tvåspanns gerberbalk

Trespanns gerberbalk (stöd-led-stöd)

Trespanns gerberbalk (stöd-stöd-led)

En gerberbalk är en balk på flera stöd där leder införts så att den är isostatisk, och balken sålunda återvänder till ett mekaniskt viloläge när den är obelastad. Den är uppkallad efter den tyske byggnadsingenjören och brobyggaren Heinrich Gerber (1832–1912).

## Byggnadsverk med gerberbalkar
- Gamla bron över Ljungan i Viskan, Ånge kommun
- Parkbron, Skellefteå
- Bron över Lilla Bält, Danmark